# Odfried Hepp
Odfried Herbert Hepp (* 18. April 1958 in Achern) ist ein ehemaliger deutscher Neonazi, der zusammen mit Walter Kexel in der rechtsterroristischen sogenannten „Hepp-Kexel-Gruppe“ 1982 mehrere Anschläge auf Einrichtungen und Angehörige der US-amerikanischen Streitkräfte und Banküberfälle in Deutschland verübte. Von 1982 bis 1985 war er inoffizieller Mitarbeiter der DDR-Staatssicherheit.

## Leben
Hepp wuchs in Achern auf. Nach der Scheidung der Eltern 1971 wuchs er beim Vater, einem Bauingenieur, auf. Eine deutschgläubige Gemeinschaft war die politische Heimat seines Vaters, der den Jungen 1970 motivierte, als Zwölfjähriger dem Bund Heimattreuer Jugend beizutreten. Hier radikalisierte er sich bis zur nahezu völligen Identifikation mit Theorie und Praxis des Nationalsozialismus. Im Mai 1977 bestand er das Abitur und leistete danach seinen Wehrdienst in Nagold ab. Währenddessen wechselte er zur Wiking-Jugend (WJ) über. Mit anderen Mitgliedern der WJ gründete er 1978 eine Wehrsportgruppe nach dem Vorbild der Wehrsportgruppe Hoffmann. Diese „Wehrsportgruppe Schlageter“ hatte Stützpunkte in Achern, Appenweier, Renchen, Offenburg und Karlsruhe.
Nach seinem Wehrdienst schrieb sich Hepp im Wintersemester 1978/1979 an der Technischen Hochschule in Karlsruhe für das Fach Bauingenieurwesen ein; er brach das Studium nach zwei Semestern ab. Am 17. März 1979 wurde er zum Führer des WJ „Horst Ortenau“ ernannt. Im Juni 1979 avancierte er zum WJ-Gauführer des „Gau Schwaben“. Wegen „zusammenhängender Straftaten“ der „Wehrsportgruppe Schlageter“, unter anderem der Verbreitung einer Druckschrift von Robert Faurisson Es gab keine Gaskammern sowie Banküberfällen und Anschlägen auf Autos von US-Soldaten, wurde Hepp von September 1979 bis Februar 1980 in Untersuchungshaft genommen.

### „Wehrsportgruppe Hoffmann“
Nach seiner Entlassung aus der Untersuchungshaft wohnte Hepp zusammen mit dem VSBD-Mitglied Frank Schubert bei Ursula und Curt Müller in Mainz. Im Frühjahr 1980 nahm er Kontakt zu Karl-Heinz Hoffmann auf.
Aufgrund einer anstehenden Hauptverhandlung zum Thema „Wehrsportgruppe Schlageter“ und um den Strafverfolgungsbehörden in Deutschland zu entfliehen, setzte sich Hepp zusammen mit seinen Komplizen Peter Hamberger, Steffen Dupper und Kay Uwe Bergmann am 27. Juli 1980 in den Libanon ab, um sich dort mit der „Wehrsportgruppe Hoffmann“ zu vereinigen. Hepp und seine Begleiter gaben an, von Juli bis September 1980 in einem PLO-Lager in der Nähe von Sidon gewesen zu sein. Im September 1980 beschloss die Gruppe die Rückkehr nach Deutschland. Über die Gründe gibt es bis heute widersprüchliche Angaben. Am 22. September 1980 wurden Hepp, Hamberger, Dupper und Bergmann in der deutschen Botschaft in Beirut vorstellig. Am 24. September wurden sie auf dem Weg zum Flughafen von einem Kommando entführt. Bis heute ist unbekannt, wer Hepps Gruppe entführte und tagelang folterte. Die PLO und die Phalange bezichtigten sich damals gegenseitig; bis heute halten sich Spekulationen, dass die Entführung vorgetäuscht war.
Nach dem misslungenen Versuch, den Libanon zu verlassen, schaffte es Hepp erst 1981, nach Deutschland zurückzukehren. Am 15. Juni 1981 meldeten sich Hepp, Hamberger und Hans-Peter Fraas in der deutschen Botschaft in Beirut und machten gegenüber dem Bundeskriminalamt umfangreiche Aussagen über Hoffmanns Libanon-Aktivitäten. Die Gruppe flog am selben Tag nach Deutschland, Hepp wurde am Flughafen Frankfurt noch im Flugzeug verhaftet. Er wurde zu einer Freiheitsstrafe von 16 Monaten verurteilt und am 15. Dezember 1981 ohne Angabe von Gründen vorzeitig entlassen.

### „Hepp-Kexel-Gruppe“ und IM-Tätigkeit
Im Februar 1982 fuhr Hepp nach Ost-Berlin und diente sich dem Ministerium für Staatssicherheit (MfS) an. Das MfS war zunächst skeptisch eingestellt. Unter dem vorläufigen Tarnnamen „Adler II“ und anschließend als Inoffizieller Mitarbeiter „Friedrich“ avancierte Hepp ab 1982 innerhalb kurzer Zeit zum wichtigsten Informanten über die Neonaziszene der Bundesrepublik.
Nach seiner Haftentlassung im Dezember 1981 hatte Hepp Walter Kexel vom VSBD kennengelernt. Mit ihm bildete er im Dezember 1981 in Frankfurt am Main den Kern der „Hepp-Kexel-Gruppe“, die sich im Herbst 1982 formierte und zuletzt sechs Mitglieder hatte. Die Finanzierung ihres Lebens im Untergrund und ihrer Aktionen erfolgte überwiegend durch fünf von April bis Dezember 1982 begangene Banküberfälle, bei denen sie insgesamt 630.000 DM erbeuteten. Von Oktober bis Dezember 1982 verübte die Gruppe im Rhein-Main-Gebiet mindestens elf Sprengstoffanschläge auf US-amerikanische Soldaten und Einrichtungen.
Hepp war der intellektuelle Kopf der „Hepp-Kexel-Gruppe“. Diese vertrat einen als Antiimperialismus verkleideten Antiamerikanismus und Antisemitismus und gilt als Beispiel für eine der wenigen deutschen rechtsterroristischen Gruppen mit einem formal begründeten Ansatz, der auf volkssozialistische Ideen der Gebrüder Strasser und Ernst Niekisch zurückgeht.
Bevor die Gruppe in den Untergrund ging, hatten Hepp und Kexel am 30. Juni 1982 die programmatische Schrift mit dem Titel Der Abschied vom Hitlerismus verfasst, die unter anderem in der taz veröffentlicht wurde. Dort propagierten sie einen nationalrevolutionären, antiimperialistischen „Befreiungskampf“, um Deutschland von der amerikanischen „Besatzung“ zu befreien.
Im Februar 1983 wurden drei Mitglieder der Gruppe in Frankfurt festgenommen. Kexel und ein weiteres Mitglied wurden im gleichen Monat in England verhaftet. Hepp, der vorher nach West-Berlin umgezogen war, konnte sich am 19. Februar 1983 der Festnahme durch die Berliner Polizei durch die Flucht nach Ost-Berlin entziehen.

### Flucht mit Hilfe der DDR-Staatssicherheit
Während der Fahndung nach ihm durch Interpol tauchte Hepp für einige Monate in der DDR unter. Das Ministerium für Staatssicherheit ließ ihn an zwei verschiedenen Orten unterbringen. In einem, dem MfS-Ausbildungslager „Objekt 74“, dem Forsthaus An der Flut bei Briesen, waren vorher Terroristen der RAF beherbergt worden. Im Gegenzug vervollständigte Hepp das Wissen des MfS über die rechtsextreme Szene der Bundesrepublik. Aufgrund des Risikos und der hohen Kosten von Hepps Überwachung mit zeitweilig 15 MfS-Mitarbeitern besorgte man ihm einen falschen bundesrepublikanischen Pass und ließ ihn am 27. Juli 1983 nach Damaskus ausfliegen. Dort sollte er Arabisch lernen, eine bürgerliche Existenz aufbauen und auf Aufträge warten, die jedoch ausblieben. Silvester 1983 machte sich Hepp vom MfS selbstständig und flog nach Tunesien, wo er Kontakt mit der palästinensischen Terrorgruppe PLF aufnahm. Er stieg dort schnell in den inneren Kreis auf und sollte für die PLF ein Netzwerk von Waffendepots in Europa anlegen. Am 21. Mai 1984 zog er von Tunis nach Marseille und lebte dort eine Weile. Der Kontakt zum MfS wurde durch einige Treffen in Budapest aufrechterhalten, bei denen Hepp Informationen zu den palästinensischen Terrorgruppen lieferte. Das MfS unterstützte ihn jedoch nicht mehr logistisch. Als er sich am 8. April 1985 selbst einen neuen Pass besorgen wollte, wurde er von französischen Sicherheitskräften in Paris festgenommen.

### Verurteilung
Nach der Festnahme 1985 in Paris wurde Hepp zu zwei Jahren Freiheitsstrafe verurteilt. Im Februar 1987 wurde er an die Bundesrepublik Deutschland ausgeliefert und am 27. Oktober 1987 zu weiteren zehneinhalb Jahren Freiheitsstrafe verurteilt. Im Zug des Strafprozesses sagte er umfassend, teilweise als Kronzeuge, gegen ehemalige Kameraden aus der neonazistisch-terroristischen Szene aus.

### Nach der Haft
Im Dezember 1993 wurde Hepp aus dem Strafvollzug entlassen. Er studierte danach am „Fachbereich Angewandte Sprach- und Kulturwissenschaften“ der Johannes Gutenberg-Universität Mainz in Germersheim Arabisch und Französisch und legte im April 2000 seine Diplomprüfung ab. Seine Diplomarbeit schrieb er zum Thema Das marokkanische Aktiengesellschaftsrecht. Terminologie und Hintergrund. Seit dem Jahr 2000 arbeitet er als Fachübersetzer für Französisch und Arabisch. 2006 stellte er sich für den Dokumentarfilm Der Rebell von Jan Peter zur Verfügung. 2021 schenkte er seinen Nachlass dem Generallandesarchiv Karlsruhe.